# Pasiano di Pordenone
Pasiano di Pordenone (friülà Pasian di Pordenon) és un municipi italià, dins de la província de Pordenone. L'any 2007 tenia 8.269 habitants. Limita amb els municipis d'Azzano Decimo, Gorgo al Monticano (TV), Mansuè (TV), Meduna di Livenza (TV), Porcia, Pordenone, Prata di Pordenone i Pravisdomini.

## Administració
| Període | Identitat          | Partit        |
| ------- | ------------------ | ------------- |
| 2004-   | Claudio Fornasieri | la Margherita |

## Agermanaments
- Fronçac